# Smrtonosno autonomno oružje
Smrtonosno autonomno oružje (енгл. Lethal autonomous weapon, LAW) je tip autonomnog vojnog sistema koji može nezavisno tražiti i angažovati ciljeve na osnovu programiranih ograničenja i opisa. Ovi sistemi su takođe poznati kao smrtonosni autonomni sistemi oružja, autonomni sistemi oružja (AWS), robotsko oružje ili roboti ubice. Oni mogu delovati u vazduhu, na kopnu, na vodi, pod vodom ili u svemiru. Autonomija trenutnih sistema prema podacima iz 2018. je ograničena u smislu da čovek daje konačnu komandu za napad — iako postoje izuzeci kod određenih „odbrambenih“ sistema.

## Autonomno oružje
Biti „autonoman” ima različita značenja u različitim oblastima proučavanja. U smislu razvoja vojnog oružja, identifikacija oružja kao autonomnog nije veoma jasna kao u drugim oblastima. Specifični standardi sadržani u konceptu autonomnosti mogu se značajno razlikovati među različitim naučnicima, nacijama i organizacijama.
Razni ljudi imaju više definicija o tome šta predstavlja smrtonosno autonomno oružje. Zvanična politika Ministarstva odbrane Sjedinjenih Američkih Država o autonomiji u sistemima oružja definiše autonomne sisteme oružja kao „sistem naoružanja koji, kada se jednom aktivira, može da bira i pogađa mete bez dalje intervencije ljudskog operatera.“ Heder Rof, pisac Pravnog fakulteta Univerziteta Kejs Vestern Rezerv, opisuje autonomne sisteme oružja kao „sisteme naoružanja, koji su sposobni da nauče i prilagode svoje 'funkcionisanje kao odgovor na promenljive okolnosti u okruženju u kojem su oni raspoređeni', kao i sposobni za samostalno donošenje odluka o pucanju.“ Ova definicija autonomnih sistema naoružanja je prilično visok prag u poređenju sa definicijama naučnika kao što su definicije Pitera Asara i Marka Gubruda koje se vide u nastavku.
Naučnici kao što su Peter Asaro i Mark Gubrud nastoje da spuste prag i formulišu procene za više sistema oružja kao autonomne. Oni veruju da se svaki sistem oružja koji je sposoban da oslobodi smrtonosnu silu bez operacije, odluke ili potvrde ljudskog nadzornika može smatrati autonomnim. Prema Gubrudu, sistem naoružanja koji deluje delimično ili u potpunosti bez ljudske intervencije smatra se autonomnim. On tvrdi da sistem naoružanja ne mora biti u stanju da potpuno sam donosi odluke da bi se mogao nazvati autonomnim. Umesto toga, trebalo bi da se tretira kao autonoman sve dok aktivno uključuje jedan ili više delova „pripremnog procesa“, od pronalaženja mete do konačnog pucanja.
Druge organizacije, međutim, postavljaju standarde autonomnog sistema naoružanja na viši položaj. Britansko ministarstvo odbrane definiše autonomne sisteme naoružanja kao „sisteme koji su sposobni da razumeju nameru i pravac višeg nivoa. Na osnovu ovog razumevanja i percepcije svog okruženja, takav sistem je u stanju da preduzme odgovarajuće akcije da dovede do željenog stanja. On je sposoban da odluči o kursu akcije, iz brojnih alternativa, bez zavisnosti od ljudskog nadzora i kontrole - ljudsko angažovanje sa sistemom ipak može biti prisutno. Dok će ukupna aktivnost autonomne bespilotne letelice biti predvidljiva, pojedinačna radnje možda neće biti.“ Kao rezultat toga, sastav ugovora između država zahteva opšteprihvaćeno označavanje šta tačno čini autonomno oružje.

## Literatura
- The Guardian (2023) Video "How killer robots are changing modern warfare[1]". 24.2.2023, Josh Toussaint-Strauss Ali Assaf Joseph Pierce Ryan Baxter.
- Heyns, Christof (2013), ‘Report of the Special Rapporteur on extrajudicial, summary or arbitrary executions’, UN General Assembly, Human Rights Council, 23 (3), A/HRC/23/47.
- Krishnan, Armin (2009), Killer robots: Legality and ethicality of autonomous weapons (Aldershot: Ashgate)
- Müller, Vincent C. (2016), ‘Autonomous killer robots are probably good news’, in Ezio Di Nucci and Filippo Santoni de Sio (eds.), Drones and responsibility: Legal, philosophical and socio-technical perspectives on the use of remotely controlled weapons, 67-81 (London: Ashgate).
- Saxon, Dan (2022). Fighting Machines: Autonomous Weapons and Human Dignity (на језику: енглески). University of Pennsylvania Press. ISBN 978-0-8122-9818-5.
- Sharkey, Noel E (2012), ‘Automating Warfare: lessons learned from the drones’, Journal of Law, Information & Science, 21 (2).
- Simpson, Thomas W and Müller, Vincent C. (2016), „‘Just war and robots’ killings’”. The Philosophical Quarterly. 66 (263): 302—22..
- Singer, Peter (2009), Wired for war: The robotics revolution and conflict in the 21st Century (New York: Penguin)
- US Department of Defense (2012), ‘Directive 3000.09, Autonomy in weapon systems’. <2014 Killer Robots Policy Paper Final.docx>.
- US Department of Defense (2013), ‘Unmanned Systems Integrated Road Map FY2013-2038’. < (PDF) https://web.archive.org/web/20140102102556/http://www.defense.gov/pubs/DOD-USRM-2013.pdf. Архивирано из оригинала 02. 01. 2014. г. Недостаје или је празан параметар |title= (помоћ).
- The Ethics of Autonomous Weapons Systems „Seminar at UPenn”. 2014. Архивирано из оригинала 25. 10. 2020. г.

1. ↑  Toussaint-Strauss, Josh; Assaf, Ali; Pierce, Joseph; Baxter, Ryan (24. 02. 2023). „How killer robots are changing modern warfare – video”. the Guardian (на језику: енглески). ISSN 0261-3077. Приступљено 27. 02. 2023.